# Carolus Tuinman
Carolus Tuinman (Maastricht, 16 november 1659 – Middelburg, 5 november 1728) was een Nederlandse voetiaans dominee, neerlandicus en Spinozabestrijder.
Tuinman groeide op in Maastricht als kind van Bartel Thuijnman en Sophia Aoronius. Vanaf zijn jeugd verzamelde hij spreekwoorden en uitdrukkingen, die hij later gebruikte bij het samenstellen van zijn boeken. Carolus volgde de theologische studie in Utrecht en voelde zich daar nauw verbonden met voetiaan Melchior Leydekker. Later werd hij predikant in Sint Kruis (Staats-Vlaanderen), Sint-Maartensdijk, Goes en Middelburg, waar hij tot aan zijn dood in 1728 bleef. 

## Werken
Tuinman was het zeer oneens met zijn tijdgenoot Baruch Spinoza en haalde in meerdere publicaties fel uit naar de filosoof.
Na zijn dood werden verschillende bundels van hem uitgegeven, zoals een verklaring van de Heidelbergse Catechismus in 55 preken, de bundels Keurstoffen over de profetische boeken uit het Oude Testament en de leerredenen over het Bijbelboek Job. In 1722 verscheen zijn etymologisch woordenboek getiteld Fakkel der Nederduitsche taale. Verder verscheen in twee delen een Oorsprong en uytlegging van de dagelyks gebruikte Nederduitsche spreekwoorden.